# Президентские выборы в Перу (1904)
Президентские выборы в Перу проходили 9,10, 11 и 12 августа 1904 года. В результате безальтернативных выборов победу одержал Хосе Пардо-и-Барреда от Гражданской партии, который получил 100% голосов. 

## Результаты
| Кандидат                             | Партия                               | Голоса  | %     |
| ------------------------------------ | ------------------------------------ | ------- | ----- |
| Хосе Пардо-и-Барреда                 | Гражданская партия                   | 96 430  | 100%  |
| Действительных бюллетеней            | Действительных бюллетеней            | 96 430  | 98,68 |
| Недействительных/ пустых бюллетеней  | Недействительных/ пустых бюллетеней  | 1 289   | 1,32  |
| Всего                                | Всего                                | 97 719  | 100   |
| Зарегистрированных избирателей/ Явка | Зарегистрированных избирателей/ Явка | 146 990 | 66,48 |
| Источник: Tuesta                     |                                      |         |       |